# Magpie River
Magpie River är ett vattendrag i Kanada.   Det ligger i provinsen Ontario, i den sydöstra delen av landet, 700 km väster om huvudstaden Ottawa.
I omgivningarna runt Magpie River växer i huvudsak blandskog. Runt Magpie River är det mycket glesbefolkat, med 7 invånare per kvadratkilometer.